# ساره غولدبرغ
ساره غولدبرغ هي ممثلة كندية ولدت في 31 مايو 1985.